# Thessaly Zimmerman
Thessaly Charissa Zimmerman (Pos Chikito, 12 september 1994) is een Arubaans model en schoonheidskoningin die werd gekroond tot Miss Aruba 2021. Ze was eerder Miss Teen Aruba International 2012 en finalist Miss Teen Americas 2013.

## Jeugd en opleiding
Zimmerman werd geboren in Pos Chikito en groeide op in een gezin met twee zussen. Ze voltooide haar middelbare schoolopleiding aan het Colegio Arubano in Oranjestad waar ze in 2012 haar havo-diploma behaalde. Hierna verhuisde ze naar Nederland waar ze in 2020 haar bachelordiploma International Communication and Media behaalde aan de Hogeschool Utrecht.

## Loopbaan als model
In 2012 werd Zimmerman gekroond tot Miss Teen Aruba International 2012. In juli 2013 vertegenwoordigde ze Aruba tijdens de Miss Teen Americas 2013 in El Salvador waar ze de tweede runner-up werd. Ook nam ze deel aan Aruba Model Search en eindigde in de top zeven. Vervolgens werkte zij vier jaar als model voor KOMA Models op Aruba.
Op 30 oktober 2016 nam ze deel aan de Miss Amsterdam 2017 verkiezing in Stadsschouwburg waar ze de tweede plaats behaalde. Op 30 juli 2021 werd ze gekroond tot Miss Universe Aruba 2021 en vertegenwoordigde ze Aruba bij de internationale schoonheidswedstrijd van Miss Universe in Eilat (Israël). Zimmerman eindigde in de top tien. Ze was de tweede Arubaanse finalist in deze missverkiezing na Taryn Mansell die tweede werd in 1996.

## Overige activiteiten
Zimmerman is een fervent sporter. In haar jeugd speelde ze tennis en kwam in 2010 enkele malen uit tijdens ITF juniorenwedstrijden. Ook beoefende zij jarenlang atletiek. In het dagelijks leven is Zimmerman werkzaam als receptionist in een hostel.